# Rockhausenia
Rockhausenia es un género de plantas herbáceas perteneciente a la familia Asteraceae.

## Distribución
El área de distribución nativa de este género se extiende desde el sureste de México, Guatemala, Costa Rica y Panamá, hasta el norte, occidente y sur de América del Sur.

## Taxonomía
El género fue descrito por David John Nicholas Hind y publicado en Kew Bulletin 77(3): 693, en 2022.

#### Etimología
Rockhausenia: nombre genérico otorgado en honor del botánico alemán Ernst Franz Martin Rockhausen.

#### Especies
Comprende 28 especies aceptadas:
- Rockhausenia apiculata (Sch.Bip.) D.J.N.Hind, 2022
- Rockhausenia aretioides (Wedd.) D.J.N.Hind, 2022
- Rockhausenia caespitosa (Wedd.) D.J.N.Hind, 2022
- Rockhausenia canaliculata (Sch.Bip.) D.J.N.Hind, 2022
- Rockhausenia carnulosa (A.Gray) D.J.N.Hind, 2022
- Rockhausenia castroviejoi (J.Calvo y H.Beltrán) D.J.N.Hind, 2022
- Rockhausenia cochlearis (Griseb.) D.J.N.Hind, 2022
- Rockhausenia cornea (S.F.Blake) D.J.N.Hind, 2022
- Rockhausenia glaberrima (Phil.) D.J.N.Hind, 2022
- Rockhausenia glandulosa (Wedd.) D.J.N.Hind, 2022
- Rockhausenia graminifolia (Kunth) D.J.N.Hind, 2022
- Rockhausenia huascarana (J.Calvo, H.Beltrán y Trinidad) D.J.N.Hind, 2022
- Rockhausenia lanatifolia (J.Calvo y R.I.Meneses) D.J.N.Hind, 2022
- Rockhausenia microphylla (H.Beltrán y S.Leiva) D.J.N.Hind, 2022
- Rockhausenia nubigena (Kunth) D.J.N.Hind, 2022
- Rockhausenia orbignyana (Wedd.) D.J.N.Hind, 2022
- Rockhausenia pectinata (Lingelsh.) D.J.N.Hind, 2022
- Rockhausenia pinnatifida (J.Rémy) D.J.N.Hind, 2022
- Rockhausenia plantaginifolia (Wedd. ex Klatt) D.J.N.Hind, 2022
- Rockhausenia praetermissa (J.Calvo) D.J.N.Hind, 2022
- Rockhausenia pumila (Kunth) D.J.N.Hind, 2022
- Rockhausenia pygmaea (Gillies ex Hook. y Arn.) D.J.N.Hind, 2022
- Rockhausenia rockhauseniana (H.Beltrán, Trinidad y J.Calvo) D.J.N.Hind, 2022
- Rockhausenia solivifolia (Sch.Bip.) D.J.N.Hind, 2022
- Rockhausenia spathulata (Wedd.) D.J.N.Hind, 2022
- Rockhausenia staticifolia (Sch.Bip.) D.J.N.Hind, 2022
- Rockhausenia villosa (A.Gray) D.J.N.Hind, 2022
- Rockhausenia weberbaueriana (Rockh.) D.J.N.Hind, 2022